# Spercheus fimbricollis
Spercheus fimbricollis är en skalbaggsart som beskrevs av Bruch 1915. Spercheus fimbricollis ingår i släktet Spercheus och familjen klotbaggar. Inga underarter finns listade i Catalogue of Life.